# Италия на зимних Олимпийских играх 1952
Италия принимала участие в зимних Олимпийских играх 1952 года в Осло (Норвегия) в шестой раз за свою историю и завоевала одну золотую и одну бронзовую медаль.

## Состав сборной
Сборную страны представляли 33 спортсмена: 28 мужчин и 5 женщин, они соревновались в 6 видах спорта:
- Бобслей
- Горнолыжный спорт
- Конькобежный спорт
- Лыжные гонки
- Лыжное двоеборье (Северная комбинация)
- Фигурное катание

Самой молодой спортсменкой в сборной была 17-летняя лыжница Фидес Романин, самым старшим был 42-летний бобслеист Дарио Поджи. Знаменосцем была горнолыжница Мария Грация Маркелли.

## Медали

### Золото
- Горнолыжный спорт, мужчины — Дзено Коло.

### Бронза
- Горнолыжный спорт, женщины — Джулиана Минуццо.

## Результаты по видам спорта

### Бобслей
Бобслей на зимних Олимпийских играх 1952
Состязания двоек проводились 14 и 15 февраля, а четвёрки соревновались 21 и 22 февраля. Участвовали только мужские экипажи.
Мужчины-двойки
| Боб   | Спортсмены                           | 1 заезд | 1 заезд | 2 заезд | 2 заезд | 3 заезд | 3 заезд | 4 заезд | 4 заезд | Результат | Результат |
| Боб   | Спортсмены                           | Время   | Место   | Время   | Место   | Время   | Место   | Время   | Место   | Время     | Место     |
| ----- | ------------------------------------ | ------- | ------- | ------- | ------- | ------- | ------- | ------- | ------- | --------- | --------- |
| ITA-1 | Умберто Джилардуцци Луиджи Кавальери | 1:23.86 | 8       | 1:25.26 | 14      | 1:24.80 | 14      | 1:24.44 | 12      | 5:38.36   | 12        |
| ITA-2 | Альберто Делла Беффа Дарио Коломби   | 1:23.86 | 8       | 1:24.71 | 10      | 1:24.03 | 10      | 1:24.62 | 13      | 5:37.22   | 10        |

Мужчины-четвёрки
| Боб   | Спортсмены                                                            | 1 заезд | 1 заезд | 2 заезд | 2 заезд | 3 заезд | 3 заезд | 4 заезд | 4 заезд | Результат | Результат |
| Боб   | Спортсмены                                                            | Время   | Место   | Время   | Место   | Время   | Место   | Время   | Место   | Время     | Место     |
| ----- | --------------------------------------------------------------------- | ------- | ------- | ------- | ------- | ------- | ------- | ------- | ------- | --------- | --------- |
| ITA-1 | Альберто Делла Беффа Сандро Расини Дарио Коломби Дарио Поджи          | 1:20.02 | 11      | 1:21.39 | 15      | 1:18.86 | 8       | 1:19.65 | 8       | 5:19.92   | 10        |
| ITA-2 | Умберто Джилардуцци Микеле Альвера Витторио Фолонари Луиджи Кавальери | 1:21.23 | 14      | 1:21.35 | 14      | 1:21.64 | 15      | 1:21.76 | 13      | 5:25.98   | 14        |

### Лыжное двоеборье
Соревнования в Осло прошли с 17 по 18 февраля. Был разыгран 1 комплект наград, от Италии участвовал только 1 спортсмен — Альфредо Прукер, он занял 12 место.

### Лыжные гонки
Соревнования прошли в Осло с 18 23 февраля. Мужчины соревновались на дистанциях 18 и 50 км, а также в эстафете 4×10 км, а женщины разыграли медали на дистанции 10 км. По сравнению с предыдущей Олимпиадой 1948 года программа соревнований в мужских гонках изменений не претерпела. Женщины же впервые разыграли медали в лыжных гонках на Олимпийских играх. Все гонки проводились классическим стилем. Старт и финиш всех гонок находился в Хольменколлене.

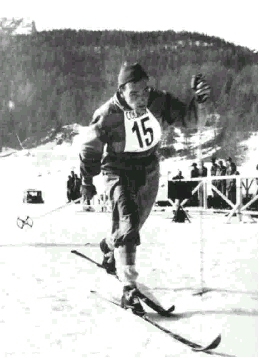
Арриго Делладио

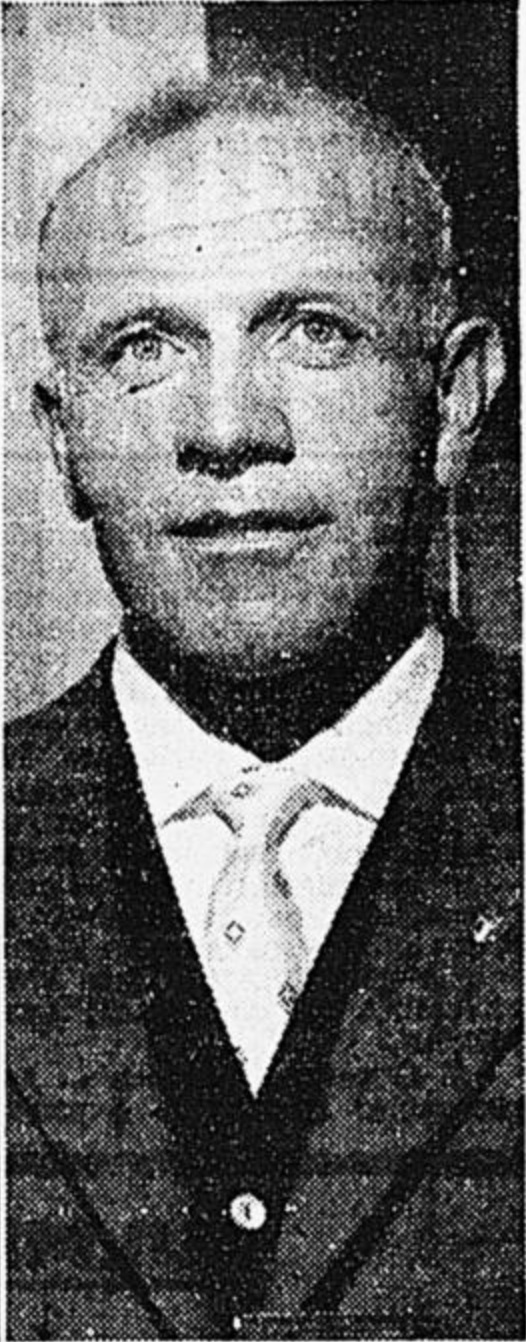
Северино Компаньони

Мужчины (индивидуальный зачёт)
| Дистанция | Спортсмен           | Результат | Результат |
| Дистанция | Спортсмен           | Время     | Место     |
| --------- | ------------------- | --------- | --------- |
| 18 км     | Альфредо Прукер     | 1’10:56   | 38        |
| 18 км     | Оттавио Компаньони  | 1’10:50   | 36        |
| 18 км     | Джакомо Моселе      | 1’10:36   | 34        |
| 18 км     | Арриго Делладио     | 1’09:17   | 24        |
| 18 км     | Федерико Дефлориан  | 1’06:54   | 19        |
| 50 км     | Антенор Куэль       | 4’16:26   | 19        |
| 50 км     | Северино Компаньони | 4’16:13   | 18        |

Мужская эстафета 4 х 10 км
| Спортсмены                                                          | Результат | Результат |
| Спортсмены                                                          | Время     | Место     |
| ------------------------------------------------------------------- | --------- | --------- |
| Арриго Делладио Нино Андерлини Федерико Дефлориан Винченцо Перрюшон | 2’35:33   | 6         |

Женщины
| Дистанция | Спортсменка       | Результат       | Результат |
| Дистанция | Спортсменка       | Время           | Место     |
| --------- | ----------------- | --------------- | --------- |
| 10 км     | Ильдегарда Таффра | не финишировала | -         |
| 10 км     | Фидес Романин     | 54:43           | 17        |

### Горнолыжный спорт
Соревнования прошли с 14 по 20 февраля. Они одновременно считались соревнованиями 12 чемпионата мира по горнолыжному спорту. Впервые в программу соревнований был введён гигантский слалом, но зато была исключена комбинация. Соревнования по гигантскому слалому и скоростному спуску прошли в Крёдсхераде, по обычному слалому — на холме Рёдклейва. Итальянскую сборную в этом виде спорта представляли как мужчины, так и женщины.

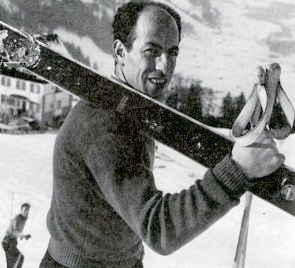
Дзено Коло

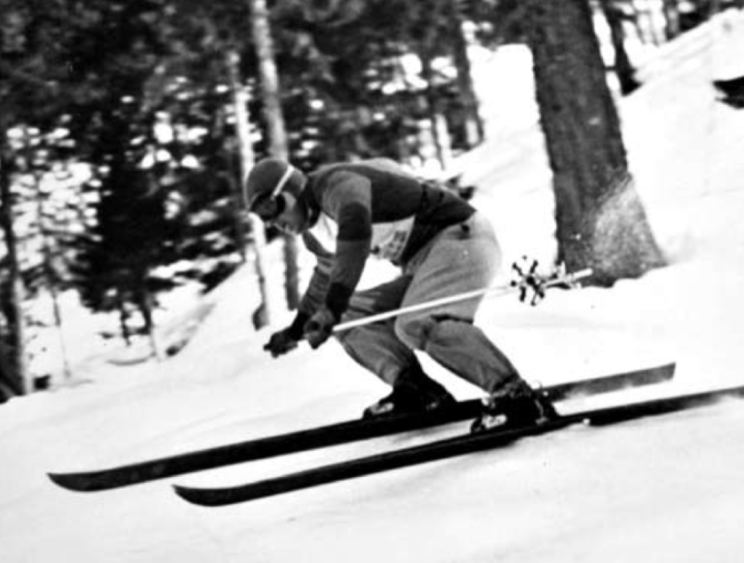
Илио Колли

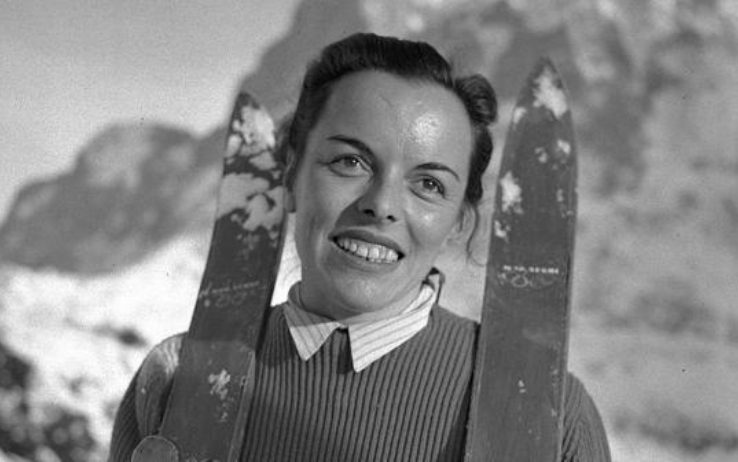
Челина Сеги

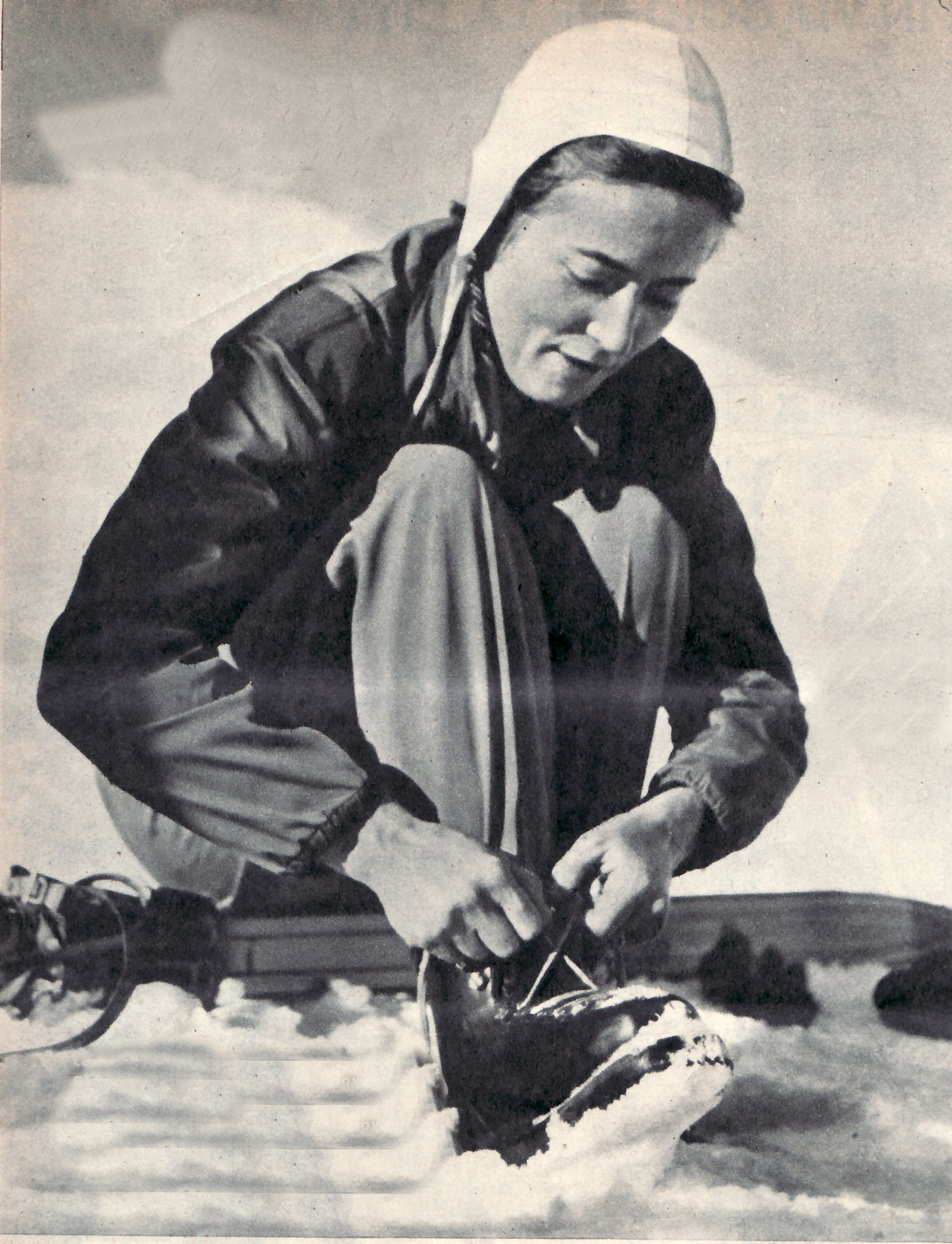
Джулиана Минуццо

Мужчины
| Спортсмен         | Соревнование      | 1 спуск | 1 спуск | 2 спуск       | 2 спуск       | Результат     | Результат     |
| Спортсмен         | Соревнование      | Время   | Место   | Время         | Место         | Время         | Место         |
| ----------------- | ----------------- | ------- | ------- | ------------- | ------------- | ------------- | ------------- |
| Сильвио Альвера   | Скоростной спуск  |         |         |               |               | 2:43.6        | 20            |
| Илио Колли        | Скоростной спуск  |         |         |               |               | 2:43.2        | 18            |
| Карло Гартнер     | Скоростной спуск  |         |         |               |               | 2:36.5        | 8             |
| Дзено Коло        | Скоростной спуск  |         |         |               |               | 2:30.8        |               |
| Роберто Лачеделли | Гигантский слалом |         |         |               |               | 2:39.5        | 24            |
| Сильвио Альвера   | Гигантский слалом |         |         |               |               | 2:37.7        | 22            |
| Карло Гартнер     | Гигантский слалом |         |         |               |               | 2:35.7        | 18            |
| Дзено Коло        | Гигантский слалом |         |         |               |               | 2:29.1        | 4             |
| Эрманно Нольер    | Слалом            | 1:09.5  | 42      | не участвовал | не участвовал | не участвовал | не участвовал |
| Альбино Альвера   | Слалом            | 1:04.7  | 23 Q    | 1:05.7        | 20            | 2:10.4        | 23            |
| Сильвио Альвера   | Слалом            | 1:04.5  | 22 Q    | 1:05.3        | 19            | 2:09.8        | 19            |
| Дзено Коло        | Слалом            | 1:00.9  | 5 Q     | 1:00.9        | 4             | 2:01.8        | 4             |

Женщины
| Спортсменка           | Соревнование      | 1 спуск | 1 спуск | 2 спуск | 2 спуск | Результат          | Результат |
| Спортсменка           | Соревнование      | Время   | Место   | Время   | Место   | Время              | Место     |
| --------------------- | ----------------- | ------- | ------- | ------- | ------- | ------------------ | --------- |
| Мария Грация Маркелли | Скоростной спуск  |         |         |         |         | дисквалифицирована | -         |
| Челина Сеги           | Скоростной спуск  |         |         |         |         | 1:54.9             | 15        |
| Джулиана Минуццо      | Скоростной спуск  |         |         |         |         | 1:49.0             |           |
| Мария Грация Маркелли | Гигантский слалом |         |         |         |         | дисквалифицирована | -         |
| Джулиана Минуццо      | Гигантский слалом |         |         |         |         | 2:18.2             | 20        |
| Челина Сеги           | Гигантский слалом |         |         |         |         | 2:12.5             | 7         |
| Джулиана Минуццо      | Слалом            | 1:08.0  | 9       | 1:07.9  | 9       | 2:15.9             | 8         |
| Челина Сеги           | Слалом            | 1:06.5  | 2       | 1:07.3  | 7       | 2:13.8             | 4         |

### Фигурное катание
Соревнования прошли с 17 по 22 февраля в Осло на стадионе «Бислетт». Тогда действовала шестибалльная система оценок в фигурном катании. Для Карло Фасси это была уже вторая Олимпиада: на предыдущей он выступал и в парном катании, и в одиночном. На этот раз он решил сосредоточиться на индивидуальном выступлении и значительно улучшил свой результат, войдя в шестёрку лучших.
Мужчины
| Спортсмен   | Обязательные фигуры | Произвольная программа | Сумма баллов | Сумма мест по оценке судей | Итоговое место |
| ----------- | ------------------- | ---------------------- | ------------ | -------------------------- | -------------- |
| Карло Фасси | 6                   | 7                      | 169.822      | 50                         | 6              |